# 穿透力
穿透力（penetration）是指任何武器能够侵入目标物体内部的能力。在被阻力完全静止前侵入的深度越大，穿透力就越强。如果能够侵入目标本体的全部厚度，则称为贯穿（perforation）。
如果在只是意图要穿透部分厚度，但却发生了超出预料的贯穿，则称为过度穿透（overpenetration）。